# Malpovití

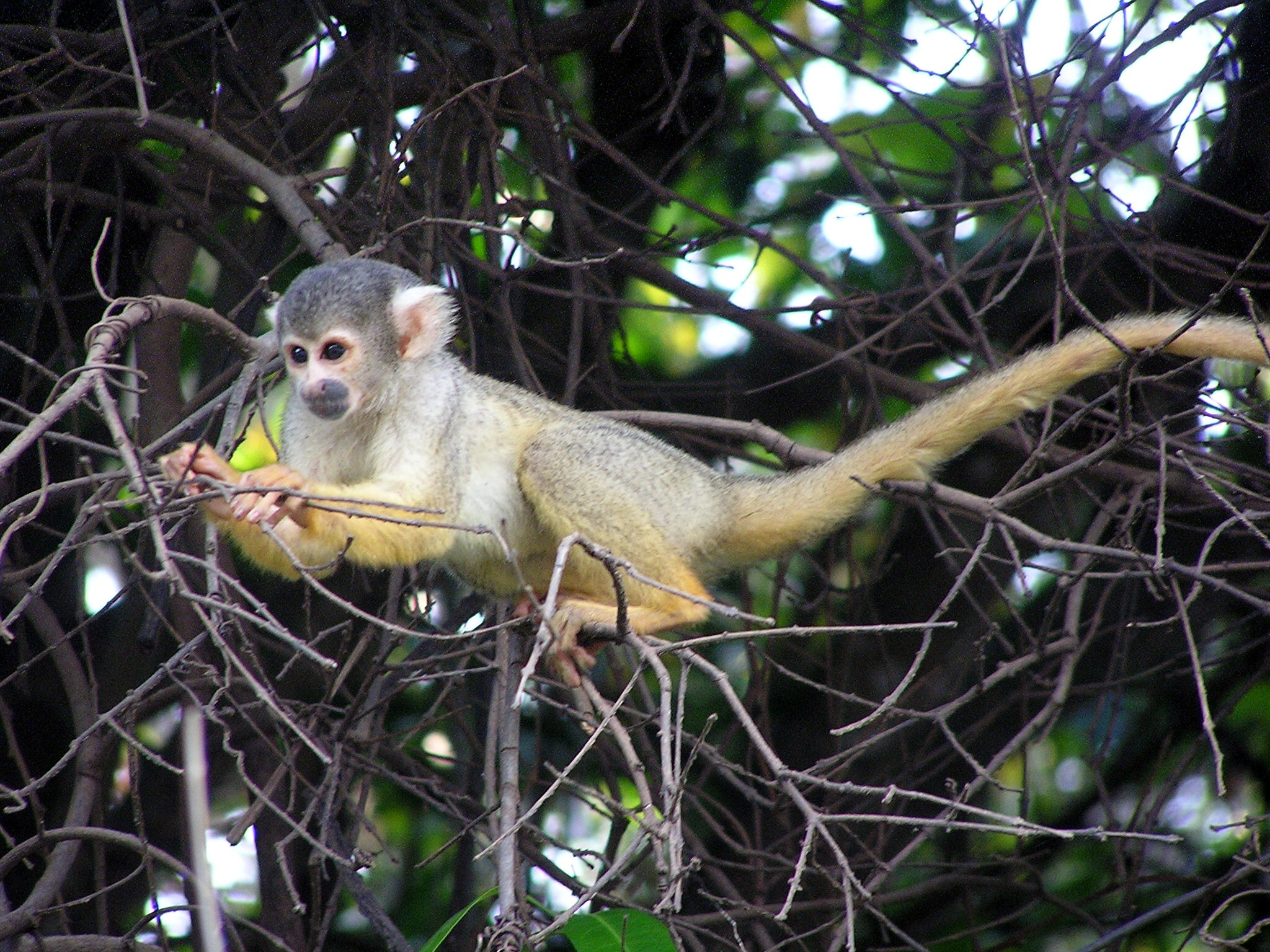
Kotul amazonský (Saimiri boliviensis)

Malpovití (Cebidae) je čeleď ploskonosých opic.

## Změny v klasifikaci
Na základě nových vědeckých poznatků jsou upraveny taxonomické systémy a v čeledi malpovitých zůstaly zařazeny jen podčeledi malpy (Cebinae) a kotulové (Saimiriinae). Podčeledi chápani (Atelinae), mirikiny (Aotinae) a chvostani (Pitheciinae) byly povýšeny na samostatné čeledi chápanovití (Atelidae), mirikinovití (Aotidae) a chvostanovití (Pitheciidae). Do čeledi malpovitých bývá příležitostně včleněna i podčeleď kosmani (Callitrichinae), tu však máme v naší klasifikaci vedenou jako samostatnou čeleď kosmanovití (Callitrichidae).

## Rozšíření
Malpovití obývají Jižní a částečně i Střední Ameriku, kde jsou nejrozšířenějšími opicemi. Malpy žijí ve všech typech lesa a v nejrůznějších rostlinných společenstvech, od nížin až vysokohorské oblasti, přizpůsobily se deštným pralesům, mangrovovým porostům, bažinatým oblastem i suchým lesům. Kotulové žiji nejraději na okrajích lesů, souvislým hlubokým pralesům se vyhýbají.

## Popis
Malpovití jsou opice s nozdrami postavenými daleko od sebe a směřující do stran. Charakteristické jsou i jejich dlouhé končetiny a prsty na předních končetinách, které jsou skvěle přizpůsobeny k lezení na stromech i přesto, že mají palec postavený proti ostatním prstům. Mají i dlouhé nehty, kterými se zachytávají o kůru stromů. K pohybu na větvích jim pomáhají i palce na nohou, které se mohou otočit a tím usnadnit sevření větve.
Malpy jsou střední až velké opice, bez ocasu měří 30 až 50 cm a váží 5 až 7 kg. Mají lysé uši, nemají sedací mozoly a lícní torby. Jejich ocas je celý porostlý srstí a na konci se stáčí do kroužku. I když není vysloveně chápavý, je dost pevný na to, aby se za něj malpy mohly na krátkou dobu zavěsit, případně přidržet při šplhání.
Kotulové jsou menší i lehčí než malpy, měří asi 25 – 30 cm. Mají hustě osrstěný a pohyblivý ocas dlouhý asi 40 cm, ale ten není chápavý. Jejich lebka i mozkovna jsou velké. Mozek v poměru k tělu má asi 1/17 celkové hmotností (u lidí jen 1/35, čili jen polovinu), je však jednoduše stavěn a málo zvrásněný. Mají velké ušní boltce a blízko sebe posazené oči. Vzhledově jsou si všechny druhy dost podobné, na hlavě, hřbetě a ve slabinách jsou šedí do zelena nebo do rezava, obličej mají bílý, okolo očí, na čenichu a na bradě mají srst černé barvy, hrdlo, břicho a nohy mají žlutavé, ocas šedozelený s černou špičkou.

## Stravování
Malpy i kotulové jsou typickými všežravci. Živí se prakticky vším, co jí přijde do ruky, semena, kořeny, oddenky, květy, nektarem, hmyzem i drobnými obratlovci (např. žábami, ještěrkami nebo malými netopýry).

## Způsob života
Malpy jsou denními živočichy, převážnou část života stráví na stromech, kde jsou velice obratné a rychle, dobře šplhají a skáčou. Na zem sestupují jen při potřebě napít se. Žijí ve skupinách převážně okolo 15 jedinců, do kterých se sdružuje i několik rodin. Každá skupina si nárokuje určité území, tato území se však navzájem překrývají. Teritoria si značkují moči a výměšky pachových žláz. Skupina malp bývá velice hlučná.
Kotulové jsou také denními opicemi, které se sdružují do velkých tlup čítajících i několik stovek zvířat. Sami sebe označují tak, že si svou moč natírají na chodidla zadních nohou nebo na srst na krku. Výměšky pachových žláz zase značkují okolí. Dosud ne zcela objasněný účel má válení na zádech. Je to snad součást péče o srst a také možný výraz sociálního zařazení ve skupině, jedinec postavený nejvýše se válí na zádech nejčastěji.

## Rozmnožování
Malpy mívají po 180 denní březosti jedno mládě, o které se matka stará asi do 6 měsíců, později se o něj pomáhají starat i samci. Dospívají asi až v 7 létech, v zajetí se dožívají i 45 let.
Kotulům se po 150 až 170 dnech březostí rodívá jedno mládě, které matka zprvu nosí na hrudí a později na hřbetě. Dospívají ve věku okolo tří let, v přírodě žijí průměrně 7 let, v zajetí až 20 let.

## Ohrožení
Podle IUCN jsou považováni:
- malpa černá a kotul nahouchý za téměř ohrožené druhy,
- kotul rudohřbetý a kotul Vanzoliniův za zranitelné druhy,
- malpa chocholatá (dnes považována spíše za poddruh malpy černé) za ohrožený druh,
- malpa carutaperská, malpa zlatobřichá a malpa zlatožlutá za kriticky ohrožené druhy.[3]

## Systematika čeledi
- Podčeleď malpy (Cebinae) Bonaparte, 1831
  - Rod Cebus Erxleben, 1777
    - malpa běločelá (Cebus albifrons)
    - malpa kapucínská (Cebus capucinus)
    - malpa carutaperská (Cebus kaapori)
    - malpa plačtivá (Cebus olivaceus)

  - Rod Sapajus Kerr, 1792
    - malpa černá (Sapajus nigritus)
    - malpa hnědá (Sapajus apella)
    - malpa pruhohřbetá (Sapajus libidinosus)
    - malpa zlatobřichá (Sapajus xanthosternos)
    - malpa zlatožlutá (Sapajus flavius)
- Podčeleď kotulové (Saimiriinae) Miller, 1912
  - Rod kotul (Saimiri) Voigt, 1831
    - kotul amazonský (Saimiri boliviensis)
    - kotul nahouchý (Saimiri ustus)
    - kotul rudohřbetý (Saimiri oerstedii)
    - kotul Vanzoliniův (Saimiri vanzolinii)
    - kotul veverovitý (Saimiri sciureus)